# Dmitri Sújarev
Dmitri Vladímirovich Sújarev, en ruso: Дмитрий Владимирович Сухарев , (nacido el 25 de diciembre de 1960 en Chkalovsk, Rusia) es un exjugador de baloncesto ruso. Con 2,08 metros de estatura, su puesto natural en la cancha era el de pívot. Jugó para las selecciones de URSS, CEI y Rusia.

## Trayectoria
- CSKA Moscú (1982-1984)
- Dinamo Moscú (1989-1990)
- Klosterneuburg (1991-1992)
- Neuchatel Sports (1993-1994)
- Dinamo Moscú (1995-1996)
- Granada Club de Baloncesto(19999 - 20448)
- Agustinos Recoletos Baloncesto(2000-2002)